# Georg Arnold-Graboné
Georg Arnold-Graboné (* 11. September 1896 in München; † 10. Februar 1982 in Buchhof, Gemarkung Percha, Stadt Starnberg) war ein Maler des deutschen Impressionismus.

## Biographie
Arnold wurde als Sohn des Regierungspräsidenten Wilhelm von Arnold in München geboren. Die Familie stammt ursprünglich aus Tirol, wo ein Vorfahre von Arnold als Sekretär Margaretes von Tirol fungierte. Im späten Mittelalter war dann die Familie aus Tirol nach Hohenlohe-Franken gezogen, wo sie in Gerabronn einen Gutshof erwarb. Von seinem Heimatort Gerabronn leitete Arnold auch seinen Künstlernamen Graboné ab.
Arnold interessierte sich schon früh für die Malerei. Seine künstlerische Laufbahn wurde allerdings zunächst durch den Ersten Weltkrieg unterbrochen, in den Arnold als Soldat des 16. Königlich Bayerischen Reserve-Infanterieregiments – im gleichen Zug wie Adolf Hitler – zog. 1916 erlitt Arnold eine Verletzung durch eine Granate, die zeitweise sein Hör- und Sprechvermögen einschränkte. In der Folgezeit studierte Arnold Malerei zunächst in Stuttgart und Wien. In Wien wandte sich Arnold unter Professor Lippert dem Kubismus zu und wurde Mitglied der „Licht-Gruppe“. Bald schon wandte sich Arnold aber der traditionellen Landschaftsmalerei zu, da er der abstrakten Kunst auf die Dauer wenig abgewinnen konnte. Seine Motive fand er auf zahlreichen Reisen in ganz Europa, im Orient und in Nordamerika.
Nach München zurückgekehrt, wurde Arnold Meisterschüler bei Heinrich von Zügel und Leo von König. Im Anschluss hieran studierte Arnold in Berlin bei Max Liebermann.
1932 wurde Arnold Professor an der Zürcher Kunstakademie. Hier fungierte er später auch als Rektor. 1938 zog Arnold allerdings auf Bitten von Freunden – angeblich aber auch auf Aufforderung seines früheren Regimentskameraden Hitler – nach Oberbayern. Hier war Arnold zunächst im Atelier von Zügel tätig, bevor er dann in Buchhof bei Starnberg ein Bauernhaus erwarb. Zum Freundeskreis von Arnold gehörten in dieser Zeit zahlreiche Kulturschaffende, wie beispielsweise Karl Valentin und Liesl Karlstadt sowie auch Hans Albers.
Im Zweiten Weltkrieg wurde Arnold als Polizeichef von Starnberg verpflichtet, eine Aufgabe, die er nur mit Widerwillen übernahm – so soll er Freunde und Bekannte vor Vernehmungen und Hausdurchsuchungen gewarnt haben. 1944 wurde Arnold schließlich zeitweilig von der Gestapo festgenommen. Nach dem Krieg kam er in alliierte Kriegsgefangenschaft, aus der er allerdings schon bald wieder entlassen wurde.
Als im Jahre 1951 General Dwight D. Eisenhower ein Bild von Arnold erwarb, wollte er auch den Künstler selbst kennenlernen. Dies führte schließlich dazu, dass Arnold ihm über längere Zeit hinweg selbst Mal- und Zeichenunterricht gab.
Über Eisenhower lernte Arnold schließlich auch Winston Churchill kennen. Churchill ließ sich von Arnold in dessen Spachteltechnik unterweisen. Dies führte in den frühen fünfziger Jahren schließlich zu einem gemeinsamen Malaufenthalt von Arnold und Churchill auf der Isle of Man.
In den folgenden Jahren wurden Gemälde von Arnold weltweit, unter anderem im Tokioter Kaiserpalast und im Weißen Haus ausgestellt; daneben befinden sich Gemälde im Besitz der Familie Eisenhower und Kennedy.
1982 verstarb Arnold. Er wurde von seiner zweiten Ehefrau Sophie und ihrem gemeinsamen Sohn Werner sowie von seinen beiden Töchtern aus erster Ehe überlebt.

## Künstlerischer Stil
Arnold ist bekannt für seine einzigartige Spachteltechnik, mit der er Landschaften dreidimensional herausarbeitet, sowie für die Brillanz der von ihm verwendeten Farben. Seine Signatur wurde in der Regel links unten im Bild mit der Rückseite des Pinsels in die Farbe eingraviert. Die bevorzugten Motive von Arnold sind die bayerischen Alpen und maritime Landschaften an der Nord- und Ostsee sowie am Mittelmeer.